# بخش مدینه (شهرستان مدینه، اوهایو)
بخش مدینه (به انگلیسی: Medina Township) یک منطقهٔ مسکونی در ایالات متحده آمریکا است که در شهرستان مدینا، اوهایو واقع شده‌است.
 بخش مدینه ۴۶٫۸ کیلومتر مربع مساحت و ۷٬۷۸۳ نفر جمعیت دارد و ۳۰۹ متر بالاتر از سطح دریا واقع شده‌است.